# アガルガオン駅
アガルガオン駅（アガルガオンえき、英: Agargaon metro station）は、バングラデシュの首都であるダッカにあるダッカメトロの駅である。

## 概要
2022年12月29日開業でウッタラ北駅と共にダッカメトロで初開業の駅である。

### 乗り入れ路線
乗り入れ路線はダッカメトロ6号線のみである。

### 駅周辺
バングラデシュ道路交通公社のバス停があり、乗り換えが可能である。また付近にはバングラデシュ国立図書館やテガオン空港など政府関係の施設や高校や小学校などの教育施設も多くみられ、駅前には様々なパソコンショップの入るショッピングセンターが存在する。

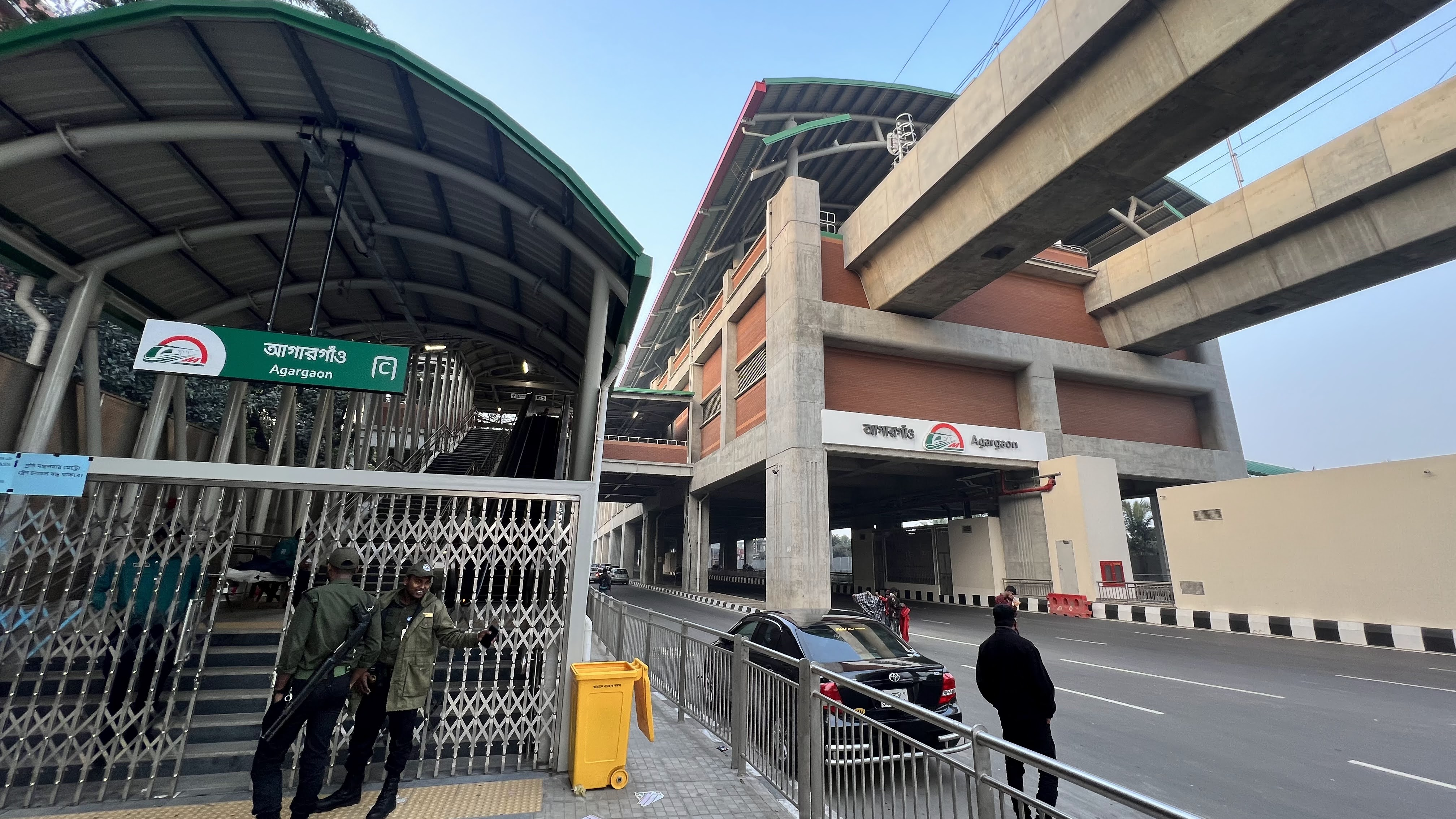
アガルガオン駅の外観

## 歴史
- 2022年12月29日: ウッタラ北駅方面が開業。
- 2023年1月25日: パラビ駅が開業したため、隣駅がパラビ駅となる。

## 隣の駅

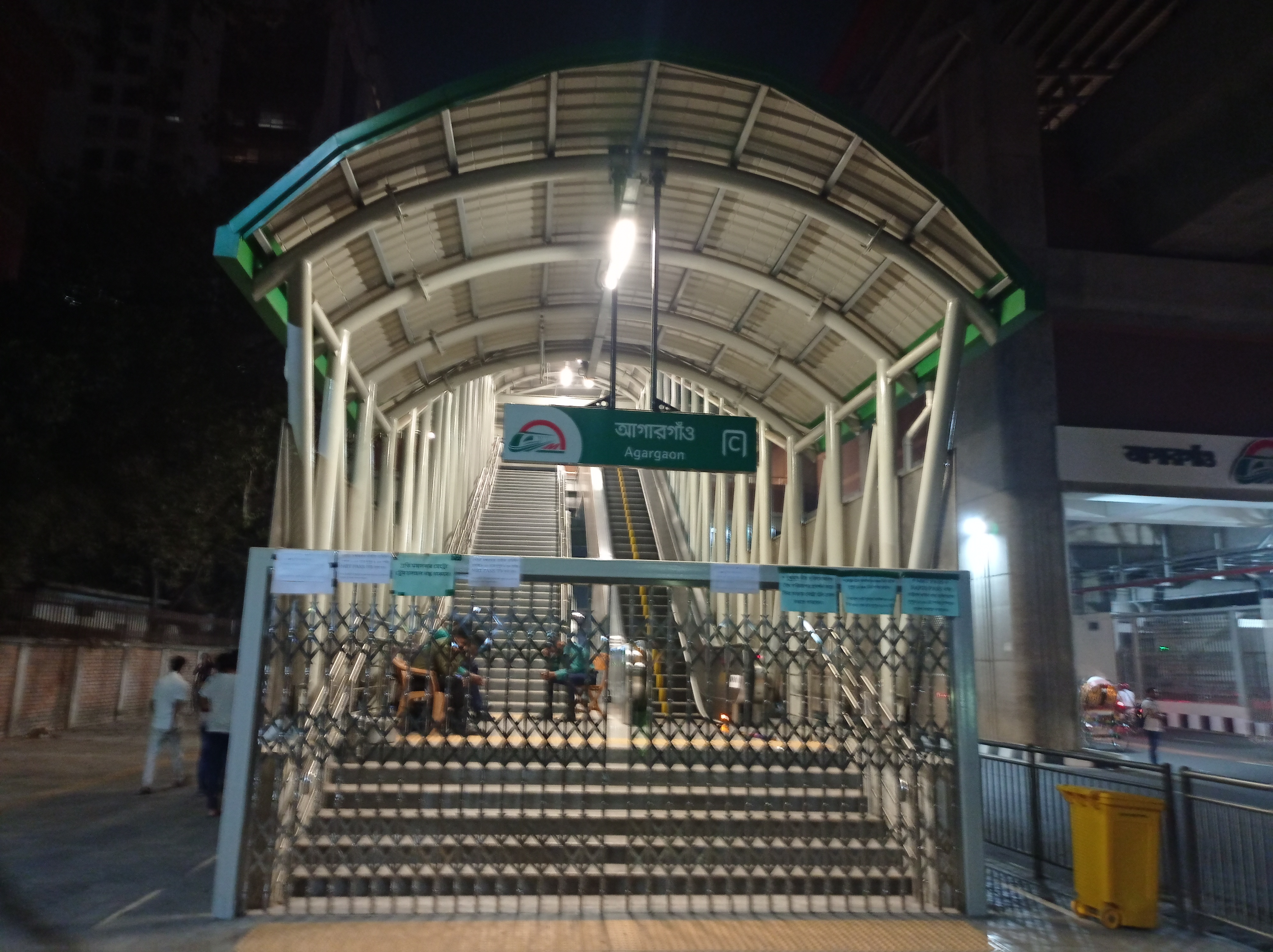
アガルガオン駅の出入口

ダッカメトロ
6号線
パラビ駅 - アガルガオン駅